# روبرت جيرو
روبرت جيرو (بالفرنسية: Robert Giraud)‏ هو صحفي وكاتب وشاعر فرنسي، ولد في 21 نوفمبر 1921 في نانتيا في فرنسا، وتوفي في 17 يناير 1997 في باريس في فرنسا.